# Lorentz Lyceum (Arnhem)
Het Lorentz Lyceum is een middelbare school in Arnhem, gevestigd aan de Metamorfosenallee. De school is bedoeld voor havo en vwo. Verder heeft de school een afdeling voor tweetalig onderwijs (TTO) en een afdeling voor onderwijs aan hoogbegaafden (OPUS).
De school dankt zijn naam aan een vroegere leerling van de school, de bekende natuurkundige en Nobelprijswinnaar Hendrik Antoon Lorentz. Verder heeft de bekende kunstenaar Maurits Cornelis Escher ook school gelopen op het Lorentz Lyceum.
Leerlingen van de Rivers International School Arnhem volgen voortgezet (secundair) onderwijs aan het Lorentz Lyceum; het schoolgebouw bevindt zich aan de Parnassusstraat in Arnhem.
Het Lorentz Lyceum is onderdeel van de Gelderse onderwijsgroep Quadraam.

## LMUNA
De school organiseert elk jaar een Model United Nations (MUN), een conferentie waarbij onderdelen van de Verenigde Naties worden gesimuleerd. Deze LMUNA, Lorentz Model United Nations Arnhem, is vooral bedoeld voor beginnende MUN deelnemers.